# 런닝맨 (1987년 영화)
《런닝맨》(영어: The Running Man)은 1987년 개봉한 미국의 디스토피아 SF 액션 영화이다.

## 출연
- 아널드 슈워제네거 - 벤 리처즈 역
- 마리아 콘치타 알론소 - 앰버 멘데즈 역
- 야펫 코토 - 윌리엄 로플린 역
- 짐 브라운 - 파이어볼 역
- 제시 벤투라 - 캡틴 프리덤 역
- 마빈 J. 매킨타이어 - 해럴드 와이스 역
- 믹 플리트우드 - 믹 역
- 드위질 재파 - 스티비 역
- 리처드 도슨 - 데이먼 킬리언 역
- 스벤올레 토르센
- 에드워드 벙커
- 커트 풀러
- 켄 러너
- 데이 영
- 로저 범퍼스
- 도나 하디